# Pseudolarentia sambirana
Pseudolarentia sambirana är en fjärilsart som beskrevs av Claude Herbulot 1965. Pseudolarentia sambirana ingår i släktet Pseudolarentia och familjen mätare. Inga underarter finns listade.